# Actiobates
Actiobates peabodyi
Genre
Espèce
Actiobates est un genre fossile de temnospondyles trématopides qui vivaient au Carbonifère supérieur. Ce genre est monotypique avec pour espèce type Actiobates peabodyi.

## Présentation
Cet animal disparu est attesté à la carrière Garnett au Kansas.

## Histoire de l'étude
L'espèce Actiobates peabodyi a été nommée en 1973 par Theodore Eaton. Le nom du genre dérive des mots grecs actios ("rivage") et bates ("marcheur"), faisant référence à la nature estuarienne des gisements de Garnett Quarry, et le nom spécifique est pour le paléontologue américain Frank Peabody (en). Le taxon est basé sur un seul spécimen représenté par un crâne partiel et un squelette post-crânien associé qui est actuellement déposé au musée d'histoire naturelle de l'Université du Kansas.

## Anatomie
L'holotype d'Actiobates peabodyi est comprimé dorso-ventralement, masquant de nombreux détails de l'anatomie. Schoch & Milner (2014) n'ont répertorié qu'une seule caractéristique diagnostique pour le taxon, un quadratojugal exclu du bord ventral lisse de l'encoche otique.

## Parentés
Eaton (1973) a initialement classé Actiobates comme dissorophidés, mais uniquement parce qu'il considérait que les différences entre les dissorophidés et les trématopides étaient insuffisantes pour justifier leur différenciation. Les analyses phylogénétiques ultérieures se sont généralement abstenues d'inclure Actiobates dans leur analyse en raison de son interprétation en tant qu'individu larvaire putatif, mais il est largement admis qu'il s'agit d'un trématopide dans des études récentes,.